# Astronomsko-geofizikalni observatorij Golovec
Astronomsko-geofizikalni observatorij Golovec (angleško Golovec Astronomical and Geophysical Observatory; okrajšava AGO; koda IAU 103 Ljubljana) je narodni astronomski in geofizikalni observatorij na ljubljanskem Golovcu. Observatorij je bil ustanovljen leta 1949 na pobudo Frana Dominka kot prvi univerzitetni observatorij z nalogo vzpostavitve pogojev za razvoj slovenske poklicne astronomije. Gradnja je potekala med letoma 1954 in 1959. V letu 1958 so zgradili od glavne stavbe ločeno 5,5-metrsko kupolo v katero so leta 1960 namestili 160 mm f/15 refraktor Askania Bamberg, izdelan okoli leta 1905. Ta daljnogled so večinoma rabili za opazovanja Sonca. Prvi ravnatelj observatorija je postal Dominko, za njim Vladimir Ribarič. Večino prvih astronomskih inštrumentov je dobil observatorij iz Astronomskega observatorija v Beogradu. Medvojna Jugoslavija je dobila te inštrumente od Nemčije, kot del vojnih reparacij, ki jih je morala Nemčija plačati zaveznikom po 1. svetovni vojni. Danes so ti inštrumenti v Tehniškem muzeju Bistra.
Astronomski del observatorija je pedagoška ustanova Fakultete za matematiko in fiziko Univerze v Ljubljani. V letu 2004 so namestili sodoben 700 mm refraktor Vega. V okviru observatorija deluje astronomska knjižnica. Observatorij sodeluje z Observatorijem Črni Vrh.
Trenutni predstojnik observatorija je Andrej Čadež.

## Raziskovanja in dejavnost
- fotometrija nov in supernov
- kometi
- optične značilnosti izbruhov žarkov gama
- spektrometrija
- pulzarji in črne luknje
- izobraževalna dejavnost študentov FMF
- organizirani obiski skupin
- dnevi in večeri odprtih vrat

## Naslov
Pot na Golovec 25, SI-1000 Ljubljana